# Manuel Briênio
Manuel Briênio (em grego: Μανουήλ Βρυέννιος; romaniz.: Manouel Bryénnios; ca. 1275–1340) foi um estudioso bizantino que floresceu em Constantinopla em torno de 1300 lecionando astronomia, matemática e teoria musical. Seu único trabalho sobrevivente é o Harmônica (em grego: Ἁρμονικά), que é uma codificação em em três volumes da erudição musical bizantina com base em trabalhos gregos clássicos de Ptolemeu e Nicômaco e os autores neopitagóricos sobre a teoria numerológica da música. Um dos alunos de Briênio foi Teodoro Metoquita, o grande logóteta durante o reinado do imperador Andrônico II Paleólogo (r. 1272–1328), que estudou astronomia sob Briênio. Segundo o Projeto de Genealogia Matemática da Universidade Estadual da Dacota do Norte, ele é o ancestral acadêmica com os descendentes acadêmicas mais conhecidos (i.e., 126,613).